# Фауленрост
Фауленрост (нім. Faulenrost) — громада в Німеччині, розташована в землі Мекленбург-Передня Померанія. Входить до складу району Мекленбургіше-Зенплатте. Складова частина об'єднання громад Мальхін-ам-Куммеровер-Зе.
Площа — 33,75 км2. Населення становить 653 ос. (станом на 31 грудня 2020).

## Галерея

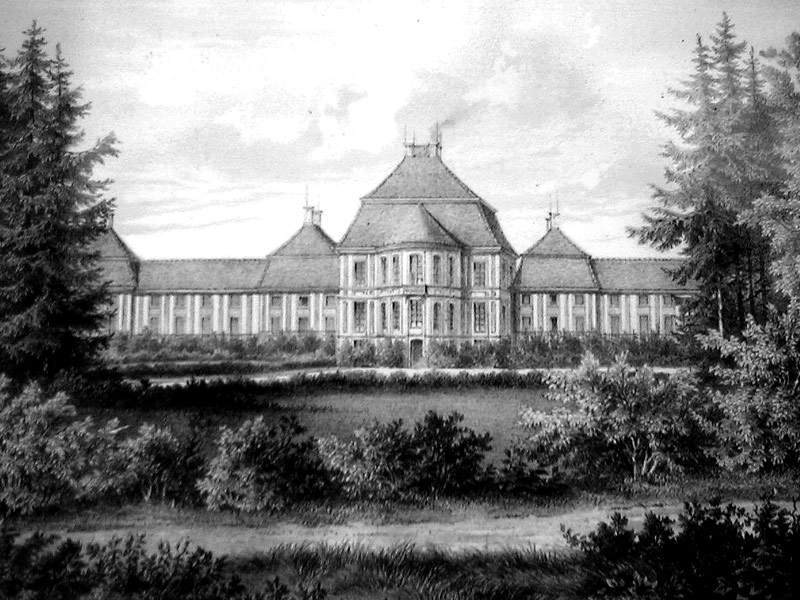
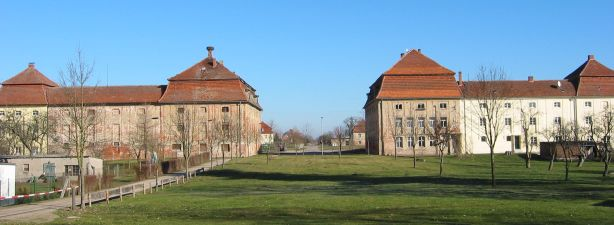